# Emba (fleuve)
Pour les articles homonymes, voir EMBA.
Le fleuve Emba (en kazakh : Ембі ou Жем ; en russe : Эмба) est un cours d'eau de l'ouest du Kazakhstan.

## Géographie
L'Emba prend sa source dans les hauteurs de Mougodjar et coule vers le sud-ouest sur 640 km jusqu'à la mer Caspienne. Il arrose le nord du plateau d'Oust-Ourt et atteint la Caspienne à travers une série de lagunes peu profondes, qui étaient navigables au XVIIIe siècle. Le cours inférieur de l'Emba traverse une zone de dômes salins ainsi que les riches champs pétrolifères d'Emba.
Pour certains, le fleuve est une limite naturelle entre l'Europe et l'Asie ; elle fut proposée en 1725 pour la première fois par le cartographe suédois Philip Johan von Strahlenberg.

## Source
- (ru) Grande Encyclopédie soviétique